# Estatuto de la Reina Ana
El «Estatuto de la Reina Ana» (en inglés: An Act for the Encouragement of Learning, by vesting the Copies of Printed Books in the Authors or purchasers of such Copies, during the Times therein mentioned), promulgado el 10 de abril de 1710, constituye un antecedente histórico de gran importancia en el ámbito de los derechos de propiedad intelectual. Fue la primera norma legal que reconoció lo que se conoce en el derecho anglosajón como copyright. Esta normativa fue enfocada a corregir los problemas existentes en ese momento en torno a la reproducción y venta de obras literarias. La misma le reconoce al autor su derecho de propiedad.
Lo que se pretendía era eliminar los monopolios que se habían creado y brindarle al autor el reconocimiento como titular de su obra y por consiguiente de los derechos que de ella derivan, entre estos, el de autorizar la reproducción de su obra y poder escoger el editor que las realice. 
Se buscaba de igual forma el fomentar las artes literarias y artísticas pero siempre buscando que sea el autor el que tenga la libertad de reproducción y difusión de sus obras.

## Antecedentes

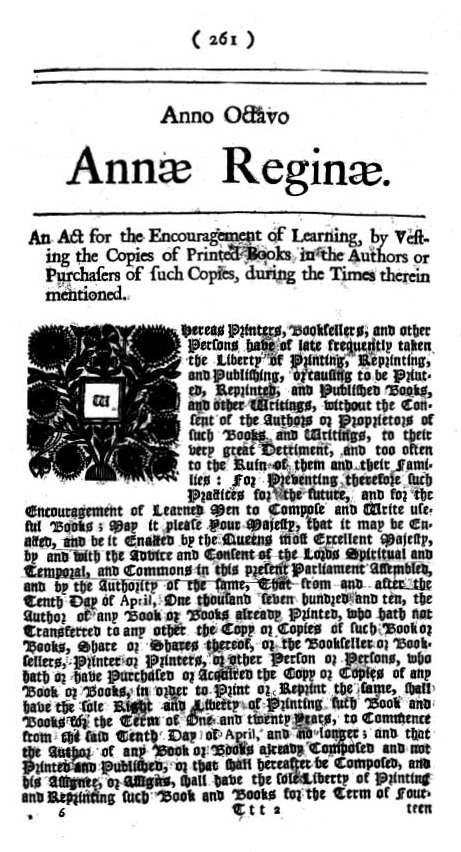
El Estatuto de la Reina Ana entró en vigencia en 1710

En Edad Media la venta y distribución de las obras literarias tenían muchas limitaciones debido a la dificultad de reproducir varios ejemplares a la vez, de una manera ágil que permita una venta que a su vez registre ingresos considerables tanto para los autores de las obras como para los dueños de las editoras de libros. 
No fue sino hasta la aparición de la imprenta cuando este proceso fue mejorando y fue posible la comercialización de libros a un mayor número de la población. A partir de ese momento se empezó a cuestionar sobre los derechos que tenían los editores sobre la explotación de las obras, que prácticamente constituían monopolios. Los derechos de estos impresores provenían de un privilegio que le concedía la autoridad gubernativa, era su privilegio de imprimir y vender libros de manera exclusiva.

## Derechos que se desprenden del Estatuto de la Reina Ana
Para corregir los problemas sobre los derechos de la explotación de libros, se promulgó el Estatuto de Ana en el cual se determinó que los autores de las obras literarias tienen el derecho para explotar su obra y para ello pudieran escoger la editorial con la cual querían trabajar.

## Plazo de protección
Lo que se pretendía era eliminar los monopolios de los editores, pero son ellos mismos quienes proponen tener un plazo de protección de 14 años, lapso prorrogable por otros 14 años si es que el autor aún se encontraba con vida. La otra opción que tenía el autor era que transcurridos los 14 años podía escoger a otro editor. 
Por otro lado, las obras impresas anteriormente a la expedición del Estatuto, gozan de un plazo de protección único de 21 años, a partir de la fecha de aprobación.